# 国际刑事法院

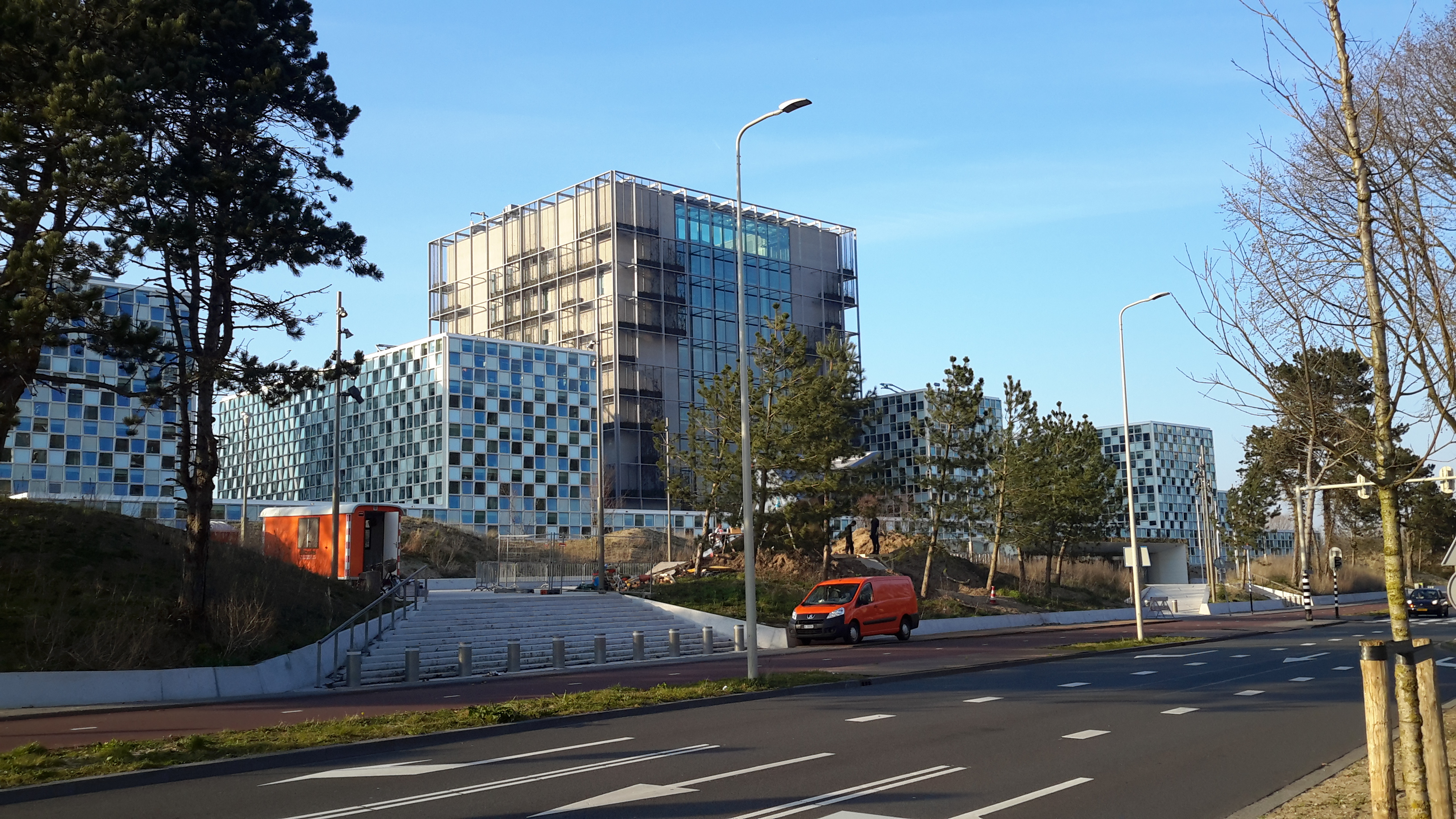
位于海牙的国际刑事法院大楼

国际刑事法院（英語：International Criminal Court，常縮寫作：或）是一个位于荷兰海牙的政府间组织和国际法庭。它是第一个也是唯一一个有管辖权起诉犯有灭绝种族罪、危害人类罪、战争罪和侵略罪的个人的常设国际法院。国际刑事法院不同于联合国主要机构中的国际法院，后者是联合国审理国家间争端的司法机构，而国际刑事法院并非联合国机构或国际法院的一部分。
国际刑事法院根据多边《羅馬規約》于2002年成立，许多观察家认为它是走向正义的重要一步，也是国际法、人权的创新。然而，它面临着来自政府和民间社会团体的一些批评，包括对其偏见、欧洲中心主义、种族主义的指控，对其案件选择、审判程序的公平性的质疑，以及对其管辖权、有效性的怀疑。

## 历史

### 背景
责任委员会在第一次世界大战后的1919年巴黎和会上首次提议设立一个国际法庭，对被控犯有国际罪行的政治领导人进行审判。1937年在国际联盟主持下于日内瓦举行的一次会议再次讨论了这一问题，会议达成了第一项公约，规定设立一个常设国际法院审理国际恐怖主义行为。该公约由13个国家签署，但没有一个国家批准，该公约也从未生效。
第二次世界大战后，同盟国成立了两个特设法庭，起诉被指控犯有战争罪的轴心国领导人。位于纽伦堡的国际军事法庭起诉了德国领导人，而位于东京的远东国际军事法庭则起诉了日本领导人。1948年，联合国大会首次认识到需要一个常设国际法院来处理二战后起诉的暴行。应大会的要求，国际法委员会在20世纪50年代初起草了两项规约，但在冷战期间被搁置，这使得建立国际刑事法院在政治上不切实际。
本杰明·B·费伦茨是二战后纳粹战争罪行的调查员，也是纽伦堡审判中美国陆军的首席检察官，他成为建立国际法治和国际刑事法院的积极倡导者。在1975年出版的《定义国际侵略：寻求世界和平》一书中，他主张建立这样一个法庭。另一位主要支持者是出生于德国的国际法教授Robert Kurt Woetzel，他于1970年与人合著了《走向可行的国际刑事法院》，并于1971年创建了建立国际刑事法院基金会。

### 筹备
1989年6月，特立尼达和多巴哥总理A·N·R·罗宾逊再次提出设立一个常设国际刑事法院的想法，提议设立一个法庭来处理非法毒品贸易问题。作为回应，大会责成国际法委员会再次起草一项常设法院章程。
在起草工作开始的同时，联合国安理会在20世纪90年代初设立了两个特设法庭：1993年为应对南斯拉夫战争期间武装部队犯下的大规模暴行而设立的前南斯拉夫问题国际刑事法庭，以及1994年卢旺达种族灭绝后设立的卢旺达问题国际刑事法院。这些法庭的设立进一步向许多人强调了建立一个常设国际刑事法院的必要性。
1994年，国际法委员会向大会提交了国际刑事法院规约的最后草案，并建议召开一次会议，谈判一项作为国际刑事法院的规约的条约。
为了审议规约草案中的主要实质性问题，大会设立了设立国际刑事法院特设委员会，该委员会于1995年举行了两次会议。大会在审议了委员会的报告后，设立了国际刑事法院筹备委员会，以编写一份综合案文草案。
从1996年到1998年，筹备委员会在纽约市联合国总部举行了六届会议，期间非政府组织提供了意见，并参加了国际刑事法院联盟（CICC）伞式组织下的会议。1998年1月，筹备委员会主席团和协调员在荷兰祖特芬召开了一次闭会期间会议，从技术上将条款草案合并和重组为一份草案。
最后，大会于1998年6月在罗马召开了一次会议，目的是最后确定作为法院规约的条约。1998年7月17日，《国际刑事法院罗马规约》以120票对7票获得通过，21个国家弃权。投票反对该条约的七个国家是中国、伊拉克、以色列、利比亚、卡塔尔、美国和也门。以色列对该条约的反对，源于将“将人口转移到被占领土的行动”列入战争罪清单。
1999年12月9日和2000年12月12日，联合国大会投票通过了国际刑事法院。
在60个国家批准后，《罗马规约》于2002年7月1日生效，国际刑事法院正式成立。
缔约国大会于2003年2月选出了由18名法官组成的第一个法官组。他们于2003年3月11日在法院首次开庭时宣誓就职。
法院于2005年7月8日发出了第一份逮捕令，2006年举行了第一次预审听证会。
2012年，最高法院首次作出判决，认定刚果叛军领导人托马斯·鲁班加·蒂耶罗犯有与使用儿童兵有关的战争罪。
2010年，《罗马规约》缔约国在乌干达坎帕拉举行了《国际刑事法院罗马规约》第一次审查会议。审查会议通过了两项决议，修正了法院管辖范围内的罪行。第5号决议修订了关于战争罪的第8条，将在非国际冲突中使用某些种类的武器定为犯罪，而这些武器在国际冲突中已经被禁止使用。第6号决议根据《规约》第五条第（2）款规定了侵略罪管辖权的定义和程序。

## 组织
国际刑事法院有四个主要机关：院长会议、司法司、检察官办公室和书记官处。
- 主席是司法司十八名法官中选出的最高级别法官。
- 司法司由18名法官组成，审理法院审理的案件。
- 检察官办公室由检察官领导，负责调查犯罪并向司法司提起刑事诉讼。
- 书记官处由书记官长领导，负责管理国际刑事法院的所有行政职能，包括总部、拘留所和公共辩护办公室。

国际刑事法院雇佣了来自大约100个国家的900多名人员，并用英语和法语进行诉讼。

## 运作
国际刑事法院于2002年7月1日《罗马规约》生效后开始运作，这是一项多边条约，是国际刑事法院的章程和管理文件。成为《罗马规约》缔约国的国家成为国际刑事法院的成员，在管理法院的缔约国大会任职。截至2022年3月，国际刑事法院共有123个成员国；42个国家既没有签署也没有成为《罗马规约》的缔约国。
国际刑事法院旨在作为“最后的法院”，补充现有的国家司法系统，只有在国家法院不愿意或无法起诉罪犯时才能行使其管辖权。它缺乏普遍的领土管辖权，只能调查和起诉在成员国境内犯下的罪行、成员国国民犯下的犯罪或联合国安理会提交法院的情况下的犯罪。

## 成员国

《国际刑事法院罗马规约》缔约国分布
已批准及生效
已批准但未生效
曾簽署但未批准
已生效後退出

截至2025年1月，国际刑事法院共有125个成员国，包括欧洲、南美洲的大部分国家，以及接近三分之二的非洲国家，其中有33个非洲国家、19个亚洲国家、18个东欧国家、28个拉丁美洲国家和25个西欧和其他国家，歐盟成員國均爲締約國。
虽然締約国超過120個，但中國、印度、美國、印尼、巴基斯坦、孟加拉國、俄羅斯、菲律賓和越南等多個人口較多的國家都不是締約國。
还有部分国家签署但尚未批准罗马规约，根据《维也纳条约法公约》，这些国家有义务不得从事有悖于罗马规约宗旨和目的的行为。
在2002年，这40个已签署国中的以色列、俄羅斯及美國取消了对罗马规约的签署，说明他们不再意图成为国际刑事法院成员国，也不再因以前对该规约的签署而承担法律义务。
| 签署国                | 签署日期       | 批准日期       | 生效日期      | A1   | A2   | A3   | A4   | A5   | A6   |
| --------------------- | -------------- | -------------- | ------------- | ---- | ---- | ---- | ---- | ---- | ---- |
| 阿富汗                | —              | 2003年2月10日  | 2003年5月1日  | —    | —    | —    | —    | —    | —    |
| 阿尔巴尼亚            | 1998年7月18日  | 2003年1月31日  | 2003年5月1日  | —    | —    | —    | —    | —    | —    |
| 安道尔                | 1998年7月18日  | 2001年4月30日  | 2002年7月1日  | 生效 | 生效 | 批准 | —    | —    | —    |
| 安地卡及巴布達        | 1998年10月23日 | 2001年6月18日  | 2002年7月1日  | —    | —    | —    | —    |      | —    |
| 阿根廷                | 1999年1月8日   | 2001年2月8日   | 2002年7月1日  | 生效 | 生效 | —    | —    | —    | —    |
|                       | 1998年12月9日  | 2002年7月1日   | 2002年9月1日  | —    | —    | —    | —    | —    | —    |
| 奥地利                | 1998年10月7日  | 2000年12月28日 | 2002年7月1日  | 生效 | 生效 | 批准 | —    | —    | —    |
|                       | 1999年9月16日  | 2010年3月23日  | 2010年6月1日  | —    | —    | —    | —    | —    | —    |
|                       | 2000年9月8日   | 2002年12月10日 | 2003年3月1日  | —    | —    | —    | —    | —    | —    |
| 比利时                | 1998年9月10日  | 2000年6月28日  | 2002年7月1日  | 生效 | 生效 | 批准 | —    | —    | —    |
|                       | 2000年4月5日   | 2000年4月5日   | 2002年7月1日  | —    | —    | —    | —    | —    | —    |
|                       | 1999年9月24日  | 2002年1月22日  | 2002年7月1日  | —    | —    | —    | —    | —    | —    |
| 玻利维亚              | 1998年7月17日  | 2002年6月27日  | 2002年9月1日  | —    | 生效 | —    | —    | —    | —    |
|                       | 1998年7月17日  | 2002年4月11日  | 2002年7月1日  | —    | —    | —    | —    | —    | —    |
|                       | 2000年9月8日   | 2000年9月8日   | 2002年7月1日  | 生效 | 生效 | —    | —    | —    | —    |
| 巴西                  | 2000年2月7日   | 2002年6月20日  | 2002年9月1日  | —    | —    | —    | —    | —    | —    |
| 保加利亚              | 1999年2月11日  | 2002年4月11日  | 2002年7月1日  | —    | —    | —    | —    | —    | —    |
| 布吉納法索            | 1998年11月30日 | 2004年4月16日  | 2004年7月1日  | —    | —    | —    | —    | —    | —    |
| 柬埔寨                | 2000年10月23日 | 2002年4月11日  | 2002年7月1日  | —    | —    | —    | —    | —    | —    |
| 加拿大                | 1998年12月18日 | 2000年7月7日   | 2002年7月1日  | —    | —    | —    | —    | —    | —    |
|                       | 2000年12月28日 | 2011年10月10日 | 2012年1月1日  | —    | —    | —    | —    | —    | —    |
| 中非                  | 1999年12月12日 | 2001年10月3日  | 2002年7月1日  | —    | —    | —    | —    | —    | —    |
|                       | 1999年10月20日 | 2006年11月1日  | 2007年1月1日  | —    | —    | —    | —    | —    | —    |
| 智利                  | 1998年9月11日  | 2009年6月29日  | 2009年9月1日  | 生效 | 生效 | —    | —    | —    | —    |
| 哥伦比亚              | 1998年12月10日 | 2002年8月5日   | 2002年11月1日 | —    | —    | —    | —    | —    | —    |
|                       | 2000年9月22日  | 2006年8月18日  | 2006年11月1日 | —    | —    | —    | —    | —    | —    |
| 刚果民主共和国        | 2000年9月8日   | 2002年4月11日  | 2002年7月1日  | —    | —    | —    | —    | —    | —    |
| 刚果共和国            | 1998年7月17日  | 2004年5月3日   | 2004年8月1日  | —    | —    | —    | —    | —    | —    |
| 庫克群島              | —              | 2008年7月18日  | 2008年10月1日 | —    | —    | —    | —    | —    | —    |
|                       | 1998年10月7日  | 2001年6月7日   | 2002年7月1日  | 生效 | 生效 | —    | —    | —    | —    |
| Cote d'Ivoire ! [ B ] | 1998年11月30日 | 2013年2月15日  | 2013年5月1日  | —    | —    | —    | —    | —    | —    |
|                       | 1998年10月12日 | 2001年5月21日  | 2002年7月1日  | 生效 | 生效 | 批准 | 生效 | 生效 | 生效 |
| 賽普勒斯              | 1998年10月15日 | 2002年3月7日   | 2002年7月1日  | 生效 | 生效 | —    | —    | —    | —    |
| 捷克                  | 1999年4月13日  | 2009年7月21日  | 2009年10月1日 | 生效 | 生效 | —    | 生效 | 生效 | 生效 |
| 丹麦                  | 1998年9月25日  | 2001年6月21日  | 2002年7月1日  | —    | —    | —    | —    | —    | —    |
|                       | 1998年10月7日  | 2002年11月5日  | 2003年2月1日  | —    | —    | —    | —    | —    | —    |
| 多米尼克              | —              | 2001年2月12日  | 2002年7月1日  | —    | —    | —    | —    | —    | —    |
|                       | 2000年9月8日   | 2005年5月12日  | 2005年8月1日  | —    | —    | —    | —    | —    | —    |
| 东帝汶                | —              | 2002年9月6日   | 2002年12月1日 | —    | —    | —    | —    | —    | —    |
|                       | 1998年10月7日  | 2002年2月5日   | 2002年7月1日  | —    | 批准 | —    | —    | —    | —    |
| 薩爾瓦多              | —              | 2016年3月3日   | 2016年6月1日  | 生效 | 生效 | —    | —    | —    | —    |
| 爱沙尼亚              | 1999年12月27日 | 2002年1月30日  | 2002年7月1日  | 生效 | 生效 | —    | —    | —    | —    |
| 斐济                  | 1999年11月29日 | 1999年11月29日 | 2002年7月1日  | —    | —    | —    | —    | —    | —    |
| 芬兰                  | 1998年10月7日  | 2000年12月29日 | 2002年7月1日  | 生效 | 生效 | 批准 | —    | —    | —    |
| 法國                  | 1998年7月18日  | 2000年6月9日   | 2002年7月1日  | —    | —    | 批准 | —    | —    | —    |
| 加彭                  | 1998年12月22日 | 2000年9月20日  | 2002年7月1日  | —    | —    | —    | —    | —    | —    |
| [ E ]                 | 1998年12月4日  | 2002年6月28日  | 2002年9月1日  | —    | —    | —    | —    | —    | —    |
|                       | 1998年7月18日  | 2003年9月5日   | 2003年12月1日 | 生效 | 生效 | —    | —    | —    | —    |
| 德国                  | 1998年12月10日 | 2000年12月11日 | 2002年7月1日  | 生效 | 生效 | —    | —    | —    | —    |
|                       | 1998年7月18日  | 1999年12月20日 | 2002年7月1日  | —    | —    | —    | —    | —    | —    |
| 希腊                  | 1998年7月18日  | 2002年5月15日  | 2002年8月1日  | —    | —    | —    | —    | —    | —    |
| 格瑞那達              | —              | 2011年5月19日  | 2011年8月1日  | —    | —    | —    | —    | —    | —    |
|                       | —              | 2012年4月2日   | 2012年7月1日  | —    | —    | —    | —    | —    | —    |
| 几内亚                | 2000年9月7日   | 2003年7月14日  | 2003年10月1日 | —    | —    | —    | —    | —    | —    |
|                       | 2000年12月28日 | 2004年9月24日  | 2004年12月1日 | 生效 | 生效 | —    | —    | —    | —    |
|                       | 1998年10月7日  | 2002年7月1日   | 2002年9月1日  | —    | —    | —    | —    | —    | —    |
| 匈牙利                | 1999年1月15日  | 2001年11月30日 | 2002年7月1日  | —    | —    | —    | —    | —    | —    |
| 冰島                  | 1998年8月26日  | 2000年5月25日  | 2002年7月1日  | —    | 生效 | —    | —    | —    | —    |
| 愛爾蘭                | 1998年10月7日  | 2002年4月11日  | 2002年7月1日  | —    | 生效 | —    | —    | —    | —    |
| 義大利                | 1998年7月18日  | 1999年7月26日  | 2002年7月1日  | 批准 | 批准 | 批准 | —    | —    | —    |
| 日本                  | —              | 2007年7月17日  | 2007年10月1日 | —    | —    | —    | —    | —    | —    |
| 约旦                  | 1998年10月7日  | 2002年4月11日  | 2002年7月1日  | —    | —    | —    | —    | —    | —    |
| 基里巴斯              | —              | 2019年11月26日 | 2020年2月1日  | —    | —    | —    | —    | —    | —    |
|                       | 1999年8月11日  | 2005年3月15日  | 2005年6月1日  | —    | —    | —    | —    | —    | —    |
|                       | 2000年3月8日   | 2002年11月13日 | 2003年2月1日  | —    | —    | —    | —    | —    | —    |
| 拉脫維亞              | 1999年4月22日  | 2002年6月28日  | 2002年9月1日  | 生效 | 生效 | 批准 | 生效 | 生效 | 生效 |
| 賴索托                | 1998年11月30日 | 2000年9月6日   | 2002年7月1日  | —    | —    | —    | —    | —    | —    |
| 利比里亚              | 1998年7月17日  | 2004年9月22日  | 2004年12月1日 | —    | —    | —    | —    | —    | —    |
| 列支敦斯登            | 1998年7月18日  | 2001年10月2日  | 2002年7月1日  | 生效 | 生效 | 批准 | 批准 | —    | —    |
| 立陶宛                | 1998年12月10日 | 2003年5月12日  | 2003年8月1日  | 生效 | 生效 | —    | —    | —    | —    |
| 盧森堡                | 1998年10月13日 | 2000年9月8日   | 2002年7月1日  | 生效 | 生效 | —    | 生效 | 生效 | 生效 |
| 马达加斯加            | 1998年7月18日  | 2008年3月14日  | 2008年6月1日  | —    | —    | —    | —    | —    | —    |
| 马拉维                | 1999年3月2日   | 2002年9月19日  | 2002年12月1日 | —    | —    | —    | —    | —    | —    |
| 馬爾地夫              | —              | 2011年9月21日  | 2011年12月1日 | —    | —    | —    | —    | —    | —    |
|                       | 1998年7月17日  | 2000年8月16日  | 2002年7月1日  | —    | —    | —    | —    | —    | —    |
| 馬爾他                | 1998年7月17日  | 2002年11月29日 | 2003年2月1日  | 生效 | 生效 | —    | —    | —    | —    |
| 马绍尔群岛            | 2000年9月6日   | 2000年12月7日  | 2002年7月1日  | —    | —    | —    | —    | —    | —    |
| 模里西斯              | 1998年11月11日 | 2002年3月5日   | 2002年7月1日  | 生效 | —    | —    | —    | —    | —    |
| 墨西哥                | 2000年9月7日   | 2005年10月28日 | 2006年1月1日  | 批准 | —    | —    | 批准 | 批准 | 批准 |
| 摩尔多瓦              | 2000年9月8日   | 2010年10月12日 | 2011年1月1日  | —    | —    | —    | —    | —    | —    |
| 蒙古国                | 2000年12月29日 | 2002年4月11日  | 2002年7月1日  | 生效 | 生效 | —    | —    | —    | —    |
| 蒙特內哥羅            | —              | 2006年10月23日 | 2006年6月3日  | —    | —    | —    | —    | —    | —    |
| 纳米比亚              | 1998年10月27日 | 2002年6月25日  | 2002年9月1日  | —    | —    | —    | —    | —    | —    |
| 瑙鲁                  | 2000年12月13日 | 2001年11月12日 | 2002年7月1日  | —    | —    | —    | —    | —    | —    |
| 荷兰                  | 1998年7月18日  | 2001年7月17日  | 2002年7月1日  | 生效 | 生效 | 批准 | 生效 | 生效 | 生效 |
| 新西兰                | 1998年10月7日  | 2000年9月7日   | 2002年7月1日  | 生效 | —    | —    | 生效 | 生效 | 生效 |
| 尼日尔                | 1998年7月17日  | 2002年4月11日  | 2002年7月1日  | —    | —    | —    | —    | —    | —    |
| 奈及利亞              | 2000年6月1日   | 2001年9月27日  | 2002年7月1日  | —    | —    | —    | —    | —    | —    |
| 北馬其頓              | 1998年10月7日  | 2002年3月6日   | 2002年7月1日  | 生效 | 生效 | —    | —    | —    | —    |
| 挪威                  | 1998年8月28日  | 2000年2月16日  | 2002年7月1日  | 生效 | —    | 批准 | 生效 | 生效 | 生效 |
| 巴勒斯坦              | —              | 2015年1月2日   | 2015年4月1日  | 生效 | 生效 | —    | —    | —    | —    |
| 巴拿马                | 1998年7月18日  | 2002年3月21日  | 2002年7月1日  | 生效 | 生效 | —    | —    | —    | —    |
| 巴拉圭                | 1998年10月7日  | 2001年5月14日  | 2002年7月1日  | 生效 | 生效 | —    | —    | —    | —    |
| 秘魯                  | 2000年12月7日  | 2001年11月10日 | 2002年7月1日  | 批准 | 批准 | —    | —    | —    | —    |
| 波蘭                  | 1999年4月9日   | 2001年11月12日 | 2002年7月1日  | 生效 | 生效 | —    | —    | —    | —    |
| 葡萄牙                | 1998年10月7日  | 2002年2月5日   | 2002年7月1日  | 生效 | 生效 | 批准 | —    | —    | —    |
| 羅馬尼亞              | 1999年7月7日   | 2002年4月11日  | 2002年7月1日  | 批准 | —    | 批准 | 批准 | 批准 | 批准 |
| 圣基茨和尼维斯        | —              | 2006年8月22日  | 2006年11月1日 | —    | —    | —    | —    | —    | —    |
| 圣卢西亚              | 1999年8月27日  | 2010年8月18日  | 2010年11月1日 | —    | —    | —    | —    | —    | —    |
|                       | —              | 2002年12月3日  | 2003年3月1日  | —    | —    | —    | —    | —    | —    |
| 萨摩亚                | 1998年7月17日  | 2002年9月16日  | 2002年12月1日 | 生效 | 生效 | —    | —    | —    | —    |
| 圣马力诺              | 1998年7月18日  | 1999年5月13日  | 2002年7月1日  | 生效 | 生效 | —    | —    | —    | —    |
| 塞内加尔              | 1998年7月18日  | 1999年2月2日   | 2002年7月1日  | —    | —    | —    | —    | —    | —    |
| 塞爾維亞              | 2000年12月19日 | 2001年9月6日   | 2002年7月1日  | —    | —    | —    | —    | —    | —    |
| 塞舌尔                | 2000年12月28日 | 2010年8月10日  | 2010年11月1日 | —    | —    | —    | —    | —    | —    |
|                       | 1998年10月17日 | 2000年9月15日  | 2002年7月1日  | —    | —    | —    | —    | —    | —    |
| 斯洛伐克              | 1998年12月23日 | 2002年4月11日  | 2002年7月1日  | 生效 | 生效 | 批准 | 生效 | 生效 | 生效 |
| 斯洛維尼亞            | 1998年10月7日  | 2001年12月31日 | 2002年7月1日  | 生效 | 生效 | 批准 | 批准 | 批准 | 批准 |
| 南非                  | 1998年7月17日  | 2000年11月27日 | 2002年7月1日  | —    | —    | —    | —    | —    | —    |
| 西班牙                | 1998年7月18日  | 2000年10月24日 | 2002年7月1日  | 生效 | 生效 | 批准 | —    | —    | —    |
| 苏里南                | —              | 2008年7月15日  | 2008年10月1日 | —    | —    | —    | —    | —    | —    |
| 瑞典                  | 1998年10月7日  | 2001年6月28日  | 2002年7月1日  | 批准 | 批准 | 批准 | 批准 | —    | —    |
| 瑞士                  | 1998年7月18日  | 2001年10月12日 | 2002年7月1日  | 生效 | 生效 | 批准 | 生效 | 生效 | 生效 |
| 坦桑尼亚              | 2000年12月29日 | 2002年8月20日  | 2002年11月1日 | —    | —    | —    | —    | —    | —    |
|                       | 1998年11月30日 | 2000年5月5日   | 2002年7月1日  | —    | —    | —    | —    | —    | —    |
| 千里達及托巴哥        | 1999年3月23日  | 1999年4月6日   | 2002年7月1日  | 生效 | 生效 | —    | —    | —    | —    |
| 突尼西亞              | —              | 2011年6月24日  | 2011年9月1日  | —    | —    | —    | —    | —    | —    |
| 乌干达                | 1999年3月17日  | 2002年6月14日  | 2002年9月1日  | —    | —    | —    | —    | —    | —    |
| 乌克兰                | 2000年1月20日  | 2024年10月25日 | 2025年1月1日  | —    | —    | —    | —    | —    | —    |
| 英国                  | 1998年11月30日 | 2001年10月4日  | 2002年7月1日  | —    | —    | —    | —    | —    | —    |
| 乌拉圭                | 2000年12月19日 | 2002年6月28日  | 2002年9月1日  | 生效 | 生效 | —    | —    | —    | —    |
|                       | —              | 2011年12月2日  | 2012年2月1日  | —    | —    | —    | —    | —    | —    |
| 委內瑞拉              | 1998年10月14日 | 2000年6月7日   | 2002年7月1日  | —    | —    | —    | —    | —    | —    |
| 尚比亞                | 1998年7月17日  | 2002年11月13日 | 2003年2月1日  | —    | —    | —    | —    | —    | —    |

## 机关组成
国际刑事法院由《罗马规约》缔约国组成的缔约国大会管辖。大会选举法院官员，核准其预算，并通过对《罗马规约》的修正案。法院本身有四个机关：院长会议、司法司、检察官办公室和书记官处。

### 缔约国
截至2025年1月，125个国家是《法院规约》的缔约国，包括南美洲所有国家、几乎整个欧洲、大洋洲大部分地区和大约一半的非洲。布隆迪和菲律宾是成员国，但后来分别于2017年10月27日和2019年3月17日退出。另有31个国家签署但未批准《罗马规约》。条约法要求这些国家在宣布不打算成为条约缔约国之前，不得采取“违背条约目的和宗旨的行为”。四个签署国——以色列、2008年8月26日的苏丹、2002年5月6日的美国和2016年11月30日的俄罗斯——已通知联合国秘书长，它们不再打算成为缔约国，因此，它们签署《规约》不承担任何法律义务。另有四十一个国家既没有签署也没有加入《罗马规约》。其中一些国家，包括中国和印度，对法院持批评态度。乌克兰自2013年起接受法院的管辖权，並於2025年1月1日加入《罗马规约》，成为国际刑事法院（ICC）正式成员。

#### 装配
法院的管理监督和立法机构，即缔约国大会，由每个缔约国的一名代表组成。每个缔约国有一票，必须“尽一切努力”以协商一致的方式做出决定。如果不能达成共识，则通过投票作出决定。大会由一名主席和两名副主席主持，由成员选举产生，任期三年。
大会每年举行一次全体会议，在纽约和海牙交替举行，并可在情况需要时举行特别会议。会议对观察员国和非政府组织开放。大会选举法官和检察官，决定法院预算，通过重要案文（如《程序和证据规则》），并向法院其他机关提供管理监督。《罗马规约》第四十六条允许大会罢免“被认定犯有严重不当行为或严重违反职责”或“无法行使本规约规定的职能”的法官或检察官。缔约国不能干涉法院的司法职能。个别案件的争议由司法部门解决。2010年，乌干达坎帕拉主办了大会《罗马规约》审查会议。

### 机关

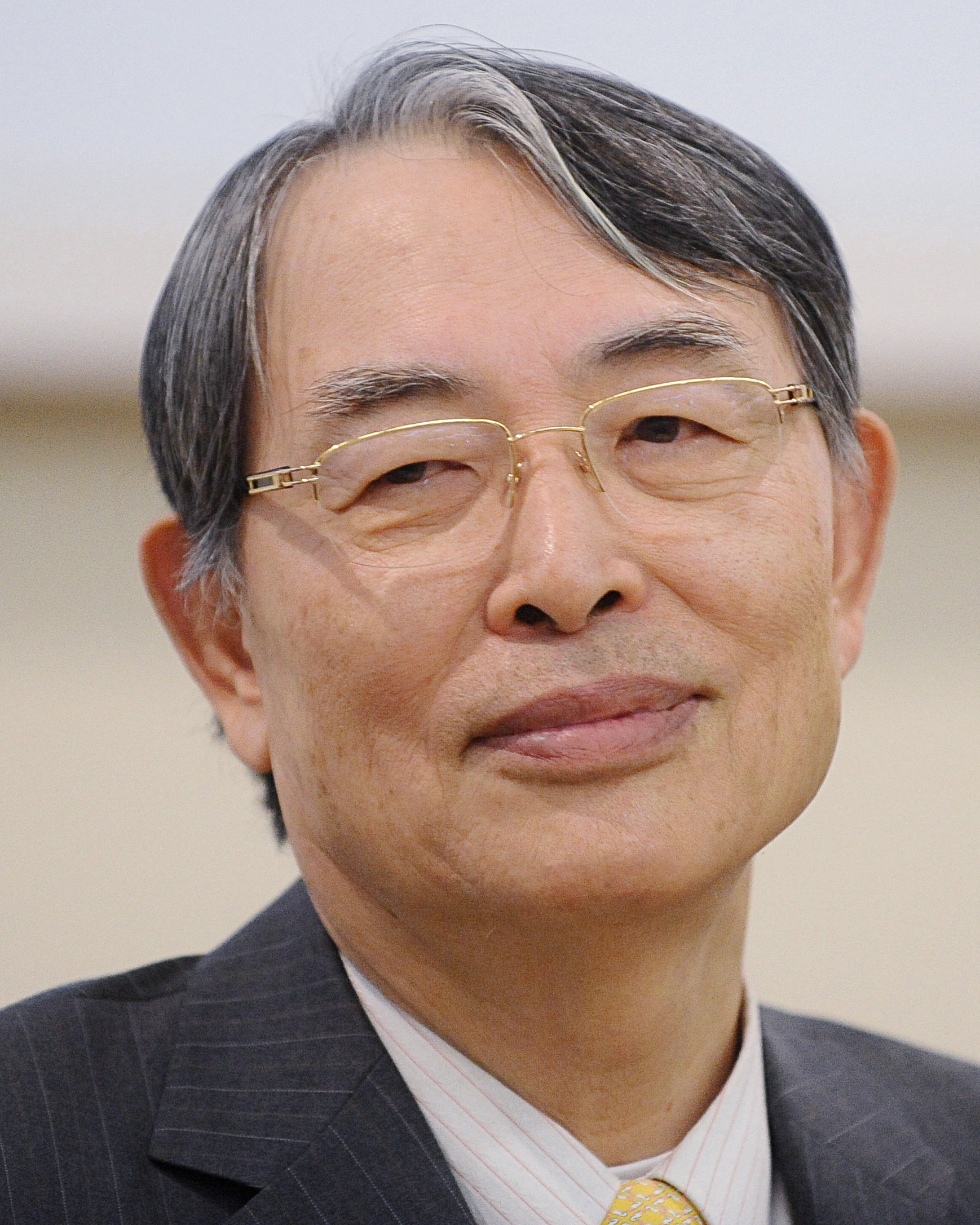
宋相现在2009年至2015年间担任法院院长。

法院有四个机关：院长会议、司法司、检察官办公室和书记官处。

#### 院长会议
院长会议负责法院的适当管理（检察官办公室除外）。它由院长、第一副院长和第二副院长组成，这三名法官由其同僚选举为院长，任期最长两届，为期三年。
截至2021年3月，总统是来自波兰的Piotr Hofmanński，他于2021年3月份11日上任，接替智利的Eboe Osuji。他的第一个任期将于2024年届满。

#### 司法司
司法司由法院的18名法官组成，分为三个分庭，即预审分庭、审判分庭和上诉分庭，履行法院的司法职能。法官由缔约国大会选举产生。他们的任期为九年，一般没有资格连任。所有法官必须是《罗马规约》缔约国的国民，不得有两名法官是同一国家的国民。他们必须是“品德高尚、公正正直、具备各自国家任命为最高司法职位所需资格的人”。
检察官或任何被调查或起诉的人都可以要求取消法官的资格，使其不参与“任何可能以任何理由对其公正性产生合理怀疑的案件”。任何要求取消某一特定案件法官资格的请求均由其他法官的绝对多数决定。如果法官“被发现犯有严重不当行为或严重违反其职责”或无法行使其职能，则可被免职。罢免一名法官需要其他法官三分之二多数和缔约国三分之二的多数票。

#### 检察官办公室
检察官办公室负责进行调查和起诉。它由国际刑事法院检察官领导，由一名或多名副检察官协助。《罗马规约》规定，检察官办公室应独立行事；因此，该办公室的任何成员都不得寻求任何外部来源的指示或根据任何外部来源采取行动，如国家、国际组织、非政府组织或个人。
检察官可在以下三种情况下展开调查：
- 缔约国提及某一情况时；
- 当联合国安全理事会提出局势时，采取行动应对对国际和平与安全的威胁；或
- 预审分庭授权检察官根据个人或非政府组织等其他来源提供的信息展开调查。

任何被调查或起诉的人都可以要求取消检察官在任何案件中的资格，“在这些案件中，检察官的公正性可能会受到任何理由的合理怀疑”。关于取消检察官资格的请求由上诉分庭决定。检察官可能因被认定“犯有严重不当行为或严重违反职责”或无法行使其职能而被缔约国的绝对多数罢免。一位评论家表示，“对国际刑事法院检察官和法官的权力制衡不足”，“对政治化起诉或其他滥用行为的保护不足”。国际刑事法院首席检察官路易斯·莫雷诺·奥坎波（Luis Moreno Ocampo）在2011年强调了政治在起诉中的重要性：“你不能说巴希尔在伦敦，逮捕他。你需要一个政治协议。”亨利·基辛格（Henry Kissinger）表示，制衡机制非常薄弱，检察官“在实践中几乎拥有无限的自由裁量权”。
阿根廷首席检察官路易斯·莫雷诺·奥坎波于2003年至2012年任职，冈比亚的法图·本苏达于2012年6月16日至2021年6月16继任该职位（她于2011年12月12日当选，任期九年）。
2021年2月12日，英国大律师卡里姆·汗在与其他三名候选人的无记名投票中被选为截至2021年6月16日的首席检察官。作为英国律师，汗曾领导联合国特别调查小组调查伊斯兰国在伊拉克的犯罪。在国际刑事法院，他曾担任肯尼亚、苏丹和利比亚案件的首席辩护律师。

##### 政策文件
政策文件是检察官办公室偶尔发布的一份文件，其中列出了对检察官办公室重点关注的主题的考虑，通常还列出了案件选择的标准。虽然政策文件没有赋予法院对一类新罪行的管辖权，但它承诺检察官办公室在下一任期内选择案件时会考虑什么。检察官办公室的政策文件可能会修订。
自国际商会成立以来，已发表了以下五份政策文件：
- 2007年9月1日：关于司法利益的政策文件
- 2010年4月12日：关于受害者参与的政策文件
- 2013年11月1日：初试政策文件
- 2014年6月20日：关于性犯罪和基于性别的犯罪的政策文件
- 2016年9月15日：关于案例选择和优先级的政策文件
- 2016年11月15日：儿童政策

##### 环境犯罪
2016年9月发布的《政策文件》宣布，国际刑事法院在选择案件时将重点关注环境犯罪。根据该文件，检察官办公室将特别考虑起诉以“除其他外，破坏环境、非法开采自然资源或非法剥夺土地”的方式犯下的或导致“这些行为”的《罗马规约》罪行。
这被解释为环境法的重大转变和具有重大影响的举措。

#### 书记官处
书记官处负责法院行政和服务的非司法方面。除其他外，这包括“法律援助事务的管理、法院管理、受害者和证人事务、辩护律师、拘留所，以及国际组织行政部门提供的传统服务，如财务、翻译、建筑管理、采购和人事”。书记官处由书记官长领导，书记官长由法官选举产生，任期五年。

## 管辖权和可受理性
《罗马规约》要求，在法院起诉个人之前，在特定案件中必须有若干标准。《规约》包含三项管辖权要求和三项受理要求。案件必须符合所有标准才能继续审理。三项管辖权要求是：（1）标的管辖权（什么行为构成犯罪），（2）领土或属人管辖权（犯罪发生地或犯罪人），以及（3）时间管辖权（罪行发生时）。

### 审查
确立法院管辖权的过程可能由三个可能来源中的任何一个“触发”：（1）缔约国、（2）安全理事会或（3）检察官。然后由检察官自行（可以说是“主动”）根据《罗马规约》第十五条的要求发起调查。缔约国或安全理事会提交的程序略有不同，在这种情况下，检察官不需要预审分庭的授权就可以开始调查。在有合理依据的情况下，检察官必须开始调查。第五十三条所列为合理依据的因素包括案件是否可以受理，以及是否有充分理由相信调查不符合司法利益（后者规定要平衡犯罪的严重性和受害者的利益）。

### 主题管辖权要求
法院的标的物管辖权是指个人可以被起诉的罪行。个人只能因《规约》所列罪行而受到起诉。《规约》第五条列出了主要罪行，并在随后的条款中对其进行了定义：灭绝种族罪（第六条定义）、危害人类罪（第七条定义），战争罪（第八条定义）和侵略罪（第8条之二定义）（自2018年以来）。此外，第70条界定了妨碍司法的罪行，这是个人可被起诉的第五类罪行。

#### 种族灭绝
第6条将灭绝种族罪定义为“意图全部或部分摧毁一个民族、族裔、种族或宗教团体的行为”
杀害团体成员
对群体成员造成严重的身体或精神伤害
故意将生活条件强加给群体，意图造成物质上的破坏
实施旨在防止群体内出生的措施
强行将该组的孩子转移到另一组
这些罪行的定义与1948年《防止及惩治灭绝种族罪公约》所载的定义相同。

#### 危害人类罪
第7条将危害人类罪定义为“在知道袭击的情况下，作为针对任何平民的广泛或系统袭击的一部分而犯下的行为”。该条列举了16项个人犯罪：
1. 谋杀
2. 灭绝
3. 奴役
4. 驱逐或强行转移人口
5. 监禁或其他严重剥夺人身自由的行为
6. 折磨
7. 强奸罪
8. 性奴隶
9. 强迫卖淫
10. 强迫怀孕
11. 强制绝育
12. 性暴力
13. 迫害
14. 人员的强迫失踪
15. 种族隔离
16. 其他不人道行为

#### 战争罪
第8条对战争罪的定义取决于武装冲突是国际性的（通常意味着国家之间的战争）还是非国际性的，通常意味着反叛组织等非国家行为者之间的战争，或国家与非国家行为者的战争。第8条共列有74项战争罪。最严重的罪行要么是严重违反只适用于国际冲突的1949年《日内瓦公约》，要么是严重侵犯适用于非国际冲突的《1949年日内瓦公约》共同的第3条。
11项罪行严重违反《日内瓦公约》，仅适用于国际武装冲突：
1. 蓄意杀人
2. 折磨
3. 不人道的待遇
4. 生物学实验
5. 故意造成巨大痛苦
6. 财产的销毁和挪用
7. 在敌对势力中令人信服的服务
8. 否认公平审判
9. 非法驱逐和转移
10. 非法拘禁
11. 劫持人质

七项罪行构成严重违反《日内瓦公约》共同第3条的行为，仅适用于非国际武装冲突：
1. 谋杀
2. 切割
3. 残忍的待遇
4. 折磨
5. 侵犯个人尊严
6. 劫持人质
7. 未经正当程序判刑或执行

第8条界定的另外56项罪行：35项适用于国际武装冲突，21项适用于非国际武装冲突。此类罪行包括袭击平民或民用物体、袭击维和人员、造成过度附带死亡或损害、将人口转移到被占领土、背信弃义地杀害或伤害、拒绝居住、掠夺、使用毒药、使用膨胀子弹、强奸和其他形式的性暴力，以及征召或使用儿童兵。

#### 侵略罪
第8条之二界定了侵略罪。《规约》最初规定，在缔约国就侵略罪的定义达成一致并规定起诉条件之前，法院不能对侵略罪行使管辖权。2010年6月在乌干达坎帕拉举行的国际刑事法院第一次审查会议通过了这一修正案。该修正案规定，在满足另外两个条件之前，国际刑事法院不得对侵略罪行使管辖权：（1）该修正案已对30个缔约国生效；（2）2017年1月1日或之后，缔约国大会投票赞成允许国际刑事法院行使管辖权。2016年6月26日，第一个条件得到满足，缔约国投票赞成法院于2017年12月14日行使管辖权。法院起诉侵略罪的管辖权于2018年7月17日相应启动。
经修正的《规约》将侵略罪定义为“能够有效控制或指挥一国政治或军事行动的人策划、准备、发动或执行侵略行为，其性质、严重性和规模明显违反《联合国宪章》。“《规约》将“侵略行为”定义为“一国对另一国的主权、领土完整或政治独立使用武力，或以任何其他不符合《联合国宪章》的方式使用武力。“该条还列出了七项侵略行为，这些行为与联合国大会1974年第3314号决议中的行为相同，包括一国对另一国实施的下列行为：
- 武装部队对领土的入侵或攻击
- 军事占领领土
- 兼并领土
- 对领土的轰炸
- 对领土使用任何武器
- 封锁港口或海岸
- 对陆、海、空军或海空舰队的攻击
- 根据协议在另一国领土内使用武装部队，但违反协议条件
- 允许另一国利用领土对第三国实施侵略行为
- 派遣武装团伙、团体、非正规军或雇佣兵实施武装行动

#### 危害司法的罪行
第70条将干扰法院调查和诉讼程序的某些故意行为定为刑事犯罪，包括提供虚假证词、提供虚假证据、对证人或法院官员施加腐败影响、对法院官员进行报复以及作为法院官员索贿或收受贿赂。

### 领土或属人管辖权要求
要想由法院起诉个人，必须存在领土管辖权或属人管辖权。因此，个人只有在以下情况下才能被起诉：（1）在法院领土管辖范围内犯罪，或（2）在身为法院领土管辖内国家国民期间犯罪。

#### 属地管辖权
法院的领土管辖权包括（1）成为《罗马规约》缔约方或（2）通过向法院提交声明接受法院管辖权的国家的领土、注册船只和注册飞机。
在联合国安全理事会提交法院的情况下，领土管辖权由安全理事会界定，其范围可能比法院的正常领土管辖权更广。例如，如果安全理事会提及在一个既没有成为《罗马规约》缔约国又没有向法院提出声明的国家领土上发生的情况，法院仍然能够起诉该国境内发生的罪行。

#### 对人管辖权
法院的属人管辖权适用于所有犯罪的自然人，无论他们身在何处或犯罪地点，只要这些人是（1）《罗马规约》缔约国或（2）通过向法院提交声明接受法院管辖权的国家的国民。与领土管辖权一样，如果安全理事会将某一情况提交法院，则可以扩大属人管辖权。

### 临时管辖权要求
临时管辖权是指法院可以行使其权力的时间段。诉讼时效不适用于《规约》所界定的任何罪行。这并不完全具有追溯力。个人只能因2002年7月1日或之后发生的罪行而受到起诉，2002年是《罗马规约》生效的日期。如果一个国家在2002年7月1日之后成为《规约》缔约国，因此成为法院成员，那么法院就不能在某些案件的成员日期之前行使管辖权。例如，如果《规约》于2003年1月1日对一个国家生效，法院只能对该国发生的或该国国民在2003年1日或之后犯下的罪行行使临时管辖权。

### 可受理性要求
为了启动调查，检察官必须（1）有“合理的依据相信已经或正在犯下法院管辖范围内的罪行”，（2）调查符合互补原则，（3）调查符合司法利益。

#### 互补性
互补性原则意味着，只有在国家不愿意或无法起诉的情况下，法院才会起诉个人。因此，如果已经或正在对犯罪进行合法的国家调查或诉讼，法院将不会提起诉讼。无论国家诉讼的结果如何，这一原则都适用。即使调查在没有提出任何刑事指控的情况下结束，或者如果国家法院宣布被告无罪，只要法院确信国家诉讼是合法的，法院也不会就有关罪行起诉个人。互补性原则的应用最近受到了理论上的仔细审查。

#### 严重性
只有在犯罪“严重程度足以证明法院采取进一步行动的正当性”的情况下，法院才会提起诉讼。

#### 正当的利益
检察官将启动调查，除非“有充分理由相信调查不符合司法利益”，而“考虑到罪行的严重性和受害者的利益”。此外，即使已经开始调查，而且有确凿的事实证明有必要起诉，而且没有其他可受理性问题，检察官必须“考虑到所有情况，包括罪行的严重性、受害者的利益、被指控的犯罪者的年龄或身体虚弱，以及他或她在被指控的罪行中的作用”，确定起诉是否符合司法利益。

## 个人刑事责任
法院对自然人具有管辖权。根据《罗马规约》，在法院管辖范围内犯罪的人应承担个人责任并应受到惩罚。根据《罗马规约》，一个人对法院管辖范围内的犯罪负有刑事责任和惩罚责任，如果该人：无论是作为个人、与他人共同还是通过他人犯下这种罪行，无论该人是否负有刑事责任；命令、教唆或诱导实施事实上发生或企图实施的此类犯罪；为便利实施此类犯罪，协助、教唆或以其他方式协助实施或企图实施，包括提供实施手段；以任何其他方式促成一群出于共同目的的人实施或企图实施此类犯罪。就灭绝种族罪而言，直接和公开煽动他人实施灭绝种族罪；试图通过采取实质性步骤开始执行的行动来犯下这种罪行，但由于与个人意图无关的情况，犯罪没有发生。

## 程序

### 审判
审判是在普通法和民法的混合司法系统下进行的，但有人认为，法院的程序取向和性质仍在演变。三名法官中的大多数，作为法官审判中的事实审查员，可以作出裁决，其中必须包括充分和合理的陈述。审判应该是公开的，但诉讼程序往往是不公开的，公开审判的例外情况没有详细列举。为了保护证人或被告以及机密或敏感证据，允许进行秘密诉讼。传闻和其他间接证据通常不被禁止，但有人认为，法院受到传闻例外的指导，这在普通法体系中很突出。没有传票或其他手段来强迫证人出庭，尽管法院有一些权力强迫那些选择出庭的人作证，比如罚款。

### 被告的权利
《罗马规约》规定，在没有合理怀疑的情况下被证明有罪之前，所有人都被推定为无罪，并规定了被告和人员在调查期间的某些权利。其中包括充分了解对他们的指控的权利；免费聘请律师的权利；获得快速审判的权利；以及讯问针对他们的证人的权利。
为了确保辩护团队和起诉团队之间的“武器平等”，国际刑事法院设立了一个独立的辩护律师办公室，为被告及其律师提供后勤支持、咨询和信息。《任择议定书》也有助于在调查的最初阶段保障被告的权利。托马斯·卢班加的辩护团队表示，他们得到的预算比检察官少，证据和证人证词迟迟没有送达。

### 受害者参与
《国际刑事法院规约》及其《程序和证据规则》的一大创新是赋予受害者一系列权利。在国际刑事司法史上，受害者根据《规约》首次有机会向法院提出自己的意见和看法。
法院的参与可能发生在诉讼的不同阶段，可能采取不同的形式，但参与的时间和方式将由法官决定。
在大多数情况下，参与法院诉讼将通过一名法律代表进行，并将“以不损害或不符合被告权利和公平公正审判的方式”进行。
《罗马规约》中以受害者为基础的条款为受害者提供了机会，让他们有机会听到自己的声音，并在适当情况下为自己的痛苦获得某种形式的赔偿。人们希望，正是这种试图在报复性司法和恢复性司法之间取得平衡的目的，将使国际刑事法院不仅能够将罪犯绳之以法，而且能够帮助受害者自己获得某种形式的正义。国际刑事法院为受害者伸张正义包括程序正义和实质正义，允许他们参与并陈述自己的观点和利益，以便他们能够帮助塑造法院的真相、正义和赔偿结果。
第43条第（6）款设立了一个受害者和证人股，为证人、出庭的受害者以及因证人作证而面临危险的其他人提供“保护措施和安全安排、咨询和其他适当援助”。第68条规定了“保护受害者和证人及其参与诉讼程序”的程序。“法院还设立了受害者公共顾问办公室，为受害者及其法律代表提供支持和援助。
国际刑事法院没有自己的证人保护计划，而是必须依靠国家计划来保护证人的安全。

### 赔偿
国际刑事法院的受害者也可以根据《罗马规约》第七十五条要求赔偿。只有当被告被定罪并由法院法官酌情决定时，才能要求赔偿。到目前为止，最高法院已下令对托马斯·卢班加进行赔偿。赔偿可以包括赔偿、恢复原状和康复，但其他形式的赔偿可能适用于个人、集体或社区受害者。《罗马规约》第七十九条设立了一个信托基金，在下达赔偿令之前向处于某种情况下的受害者提供援助，或者在被定罪者没有钱的情况下向受害者及其家人提供赔偿。

### 非《罗马公约》缔约国的合作
国际法的原则之一是，未经第三国同意，条约不得为其规定义务或权利，1969年《维也纳条约法公约》也规定了这一点。根据《国际刑事法院罗马规约》的设想，非缔约国与国际刑事法院的合作属于自愿性质。未加入《罗马规约》的国家在某些情况下可能仍有义务与国际刑事法院合作。当联合国安理会将案件提交国际刑事法院时，所有联合国成员国都有义务合作，因为其决定对所有成员国都具有约束力。此外，有义务尊重和确保尊重国际人道主义法，这源于《日内瓦四公约》和《第一附加议定书》，反映了国际人道主义法律的绝对性质。
关于调查和证据收集方面的合作，《罗马规约》暗示，非缔约国的同意是国际刑事法院检察官在其领土内进行调查的先决条件，他似乎更有必要遵守该国提出的任何合理条件，因为这种限制对《规约》缔约国来说是存在的。考虑到前南斯拉夫问题国际刑事法庭在合作方面的经验（该法庭遵循的是首要原则，而不是互补原则），一些学者对国际刑事法庭获得非缔约国合作的可能性表示悲观。关于国际刑事法院可以对不合作的非缔约国采取的行动，《罗马规约》规定，当非缔约国在与国际刑事法院达成临时安排或协议后拒绝合作时，国际刑事法院可在其提交该事项时通知缔约国大会或安全理事会。

### 大赦和民族和解进程
目前尚不清楚国际刑事法院在多大程度上与和解进程相兼容，和解进程将特赦侵犯人权者作为结束冲突协议的一部分。《罗马规约》第十六条允许安全理事会阻止法院调查或起诉案件，第五十三条允许检察官在认为“调查不符合司法利益”的情况下酌情不展开调查。国际刑事法院前院长Philippe Kirsch表示，“一些有限的大赦可能符合”一个国家根据《规约》真正调查或起诉的义务。
有时有人认为，为了允许权力从滥用权力的政权和平移交，大赦是必要的。国际刑事法院剥夺了各国特赦侵犯人权者的权利，这可能会使谈判结束冲突和向民主过渡变得更加困难。例如，对上帝抵抗军四名领导人的逮捕令尚未执行，一些人认为这是结束乌干达叛乱的障碍。捷克政治家Marek Benda认为，“在我们看来，国际刑事法院作为一种威慑，只意味着最糟糕的独裁者将不惜一切代价试图保留权力”。联合国和红十字国际委员会坚持认为，赦免被控犯有战争罪和其他严重罪行的人违反了国际法。

## 设施

### 总部
法院的正式所在地是荷兰海牙，但其诉讼程序可以在任何地方进行。
2015年12月14日，法院搬进了位于Oude Waalsdorperweg 10的海牙第一个永久性办公场所。作为海牙国际区的一部分，其中还包括和平宫、欧洲刑警组织、欧洲司法组织、前南问题国际法庭、禁止化学武器组织和海牙世界论坛，毗邻城市北部边缘的沙丘景观。国际刑事法院的拘留中心离这里不远。

#### 住宅
新建筑的土地和资金由荷兰提供。此外，东道国组织并资助了2008年底开始的建筑设计竞赛。
国际评审团从171名申请人中选出了三名建筑师，以进行进一步的谈判。丹麦公司schmidt hammer lassen最终被选中设计新场地，因为其设计符合国际商会的所有标准，如设计质量、可持续性、功能和成本。
营房的拆除工作于2011年11月开始，并于2012年8月完成。2012年10月，完成了总承包商的招标程序，选择了Visser&Smit Bouw和Boele&van Eesten（“Courtys”）组合。

#### 建筑
该建筑占地面积紧凑，由六个相连的建筑体组成，并以花园为主题。最高的绿色立面建筑位于设计的中间，是容纳三个审判室的法院大楼。大楼的其余部分容纳了国际刑事法院不同机构的办公室。

#### 临时总部，2002-2015
直到2015年底，国际刑事法院一直设在荷兰提供的海牙临时办公场所。临时总部以前属于KPN，位于该市中东部的Maanweg 174。

### 拘留中心
国际刑事法院的拘留中心既容纳了被法院定罪并正在服刑的人，也容纳了在审判结果出来之前被拘留的嫌疑人。它由12个牢房组成，位于海牙哈兰登刑事法院舍维宁根分院，靠近国际刑事法院亚历山大卡泽内总部。
前南斯拉夫问题国际刑事法庭关押的嫌疑人被关押在同一所监狱，共用一些设施，如健身室，但与国际刑事法院关押的嫌疑人没有联系。

### 其他办事处
国际刑事法院在纽约设有联络处，在其开展活动的地方设有外地办事处。截至2007年10月18日，法院在坎帕拉、金沙萨、布尼亚、阿贝歇和班吉设有外地办事处。

## 资金
国际刑事法院的经费来自缔约国的捐款。每个缔约国的应付金额是使用与联合国相同的方法确定的：每个国家的缴款是基于国家的支付能力，这反映了国民收入和人口等因素。一个国家在任何一年可以支付的最高金额都限制在法院预算的22%以内；日本在2008年支付了这笔款项。
法院在2007年花费了8050万欧元。缔约国大会批准了2008年9040万欧元、2009年1.012亿欧元、和2017年1.416亿欧元的预算。截至2017年4月，国际刑事法院的工作人员由来自大约100个国家的800人组成。

## 迄今为止的诉讼历史
国际刑事法院于2006年举行了第一次听证会，涉及对被控招募儿童兵的刚果军阀托马斯·鲁班加·蒂耶罗的战争罪指控；他随后于2012年被定罪，这是法院历史上的第一次。检察官办公室已展开12项正式调查，并正在进行另外9项初步审查。
数十人在国际刑事法院被起诉，其中包括乌干达叛军领导人约瑟夫·科尼、苏丹前总统奥马尔·巴希尔、肯尼亚总统乌胡鲁·肯雅塔、利比亚国家元首穆阿迈尔·卡扎菲、科特迪瓦总统洛朗·巴博和刚果民主共和国前副总统让-皮埃尔·本巴。迄今为止，检察官已对以下14种情况展开调查：阿富汗；布隆迪；两个在中非共和国；科特迪瓦；苏丹达尔富尔；刚果民主共和国；格鲁吉亚；肯尼亚；利比亚；马里；乌干达；孟加拉国，缅甸、巴勒斯坦和委内瑞拉。此外，检察官办公室正在对以下六种情况进行初步审查：哥伦比亚、尼日利亚、菲律宾、乌克兰和玻利维亚。
法院预审分庭已公开起诉52人。对22人的诉讼正在进行中：16人在逃，一人处于预审阶段，5人正在审判中。对30人的诉讼已经完成：两人正在服刑，七人已刑满，四人被无罪释放，七人被撤销对他们的指控，三人被撤回对他们的起诉，七人在对他们的诉讼结束前死亡。
Thomas Lubanga、Germain Katanga和Mathieu Ngudjolo Chui受到国际刑事法院的审判。卢班加和加丹加被定罪，分别被判处14年和12年监禁，而崔被判无罪。
让-皮埃尔·本巴的判决于2016年3月作出。本巴被判犯有两项危害人类罪和三项战争罪。这标志着国际刑事法院首次判定某人犯有性暴力罪，并在其定罪中增加了强奸罪。法院上诉庭于2018年6月推翻了对本巴的定罪。法院拒绝赔偿本巴在10年监禁期间遭受的损失。有人认为，这一裁决对法院目前的权力提出了重要问题。
恩塔甘达案（刚果民主共和国）、本巴等人审调处案和洛朗·巴博·布莱·古德案在科特迪瓦局势中的审判正在进行中。班达在苏丹达尔富尔的审判原定于2014年开始，但开始日期被取消。
对乌干达人Dominic Ongwen和马里人Ahmad al-Faqi al-Mahdi的指控已得到证实；截至2020年3月，两人都在等待审判。
2020年7月6日，两个维吾尔族活动家团体向国际刑事法院提出申诉，要求其调查中国官员对维吾尔人的罪行，包括种族灭绝指控。
2023年3月17日，国际刑事法院法官对俄罗斯领导人弗拉基米尔·普京和总统儿童权利专员玛丽亚·利沃娃·贝洛娃发出逮捕令，指控他们在2022年俄罗斯入侵乌克兰期间绑架儿童。普京成为第一位被国际刑事法院发出逮捕令的联合国安理会常任理事国国家元首。俄罗斯则对于参与宣判其相关人士为俄罗斯入侵乌克兰的战争罪行负上责任的国际刑事法院法官发布通缉令。尽管俄罗斯于2016年撤回对《罗马规约》的签署，因此不是国际刑事法院的成員；但是乌克兰自2014年以来即是接受法院管辖的当事方，普京等人因对乌克兰人民的犯行而被檢控并受全球通缉，如果普京前往任何缔约国，均可能被地主国政府逮捕。
2023年12月29日，南非向國際法院提起針對以色列的訴訟，指控以色列的行為構成種族滅絕。南非要求國際法院發布臨時措施，包括命令以色列停止在加沙的軍事行動。南非也是2023年11月將戰爭移交國際刑事法院的五個國家之一。2024年5月20日，寻求以涉嫌与加沙战争有关的战争罪和危害人类罪为由，对三名哈马斯领导人（在加沙地帶的負責人葉海亞·辛瓦爾（Yahya Sinwar）、卡桑旅領導人穆罕默德·戴夫（Mohammed Diab Ibrahim Al-Masri）和哈馬斯政治局領導人，前巴勒斯坦總理伊斯梅爾·哈尼亞（Ismail Haniyeh）、以色列总理本雅明·内塔尼亚胡、以色列国防部长约阿夫·加兰特发出逮捕令。11月21日，正式签发对戴夫、内塔尼亚胡、加兰特的逮捕令，辛瓦爾、哈尼亞据信已死亡而未被通缉。
2025年1月23日，國際刑事法院首席檢察官卡卡里姆·艾哈邁德·汗宣布對塔利班最高領導人海巴圖拉·阿洪扎達和首席法官阿卜杜勒·哈基姆·哈卡尼發出反人類罪的逮捕令，指控其自2021年奪取政權以來壓迫和迫害阿富汗婦女和女孩，剝奪其行動自由、身體控制、受教育與基本私人和家庭生活的權利。對不服從和反對者以包括謀殺、監禁、酷刑、強姦和其他性暴力方式殘酷鎮壓。
2025年3月11日，菲律賓前總統羅德里戈·杜特爾特因為在執政期間涉嫌大規模法外處決，違反危害人類罪，從香港返回菲律賓時在機場被捕，再被押解到荷蘭海牙接受審訊。

## 关系

### 联合国
与国际法院不同，国际刑事法院在法律上独立于联合国。《罗马规约》赋予联合国安全理事会某些权力，限制了其职能独立性。第13条允许安全理事会将本不属于法院管辖范围的局势提交法院处理（正如它在达尔富尔和利比亚局势中所做的那样，法院本不可能起诉这些局势，因为苏丹和利比亚都不是缔约国）。第16条允许安全理事会要求法院推迟12个月对案件进行调查。安全理事会可以无限期延长这种延期。这种安排给国际刑事法院带来了联合国机构固有的一些优势，例如使用安理会的强制执行权，但也造成了被安理会政治争议玷污的风险。
法院在许多不同领域与联合国合作，包括信息交流和后勤支持。法院每年向联合国报告其活动，缔约国大会的一些会议在联合国设施举行。国际刑事法院和联合国之间的关系受《国际刑事法院与联合国关系协定》管辖。

### 非政府组织
在20世纪70年代和80年代，国际人权和人道主义非政府组织开始以指数级的速度激增。与此同时，寻找惩罚国际罪行的方法的努力从法律专家的专属责任转向了与国际人权行动主义共同承担。
非政府组织通过倡导和倡导起诉危害人类罪的肇事者，帮助创立了国际刑事法院。非政府组织密切监测国际刑院的声明和行动，确保代表国际刑院执行的工作实现其对民间社会的目标和责任。根据Benjamin Schiff的说法，“从规约会议开始，国际刑事法院与非政府组织之间的关系可能比非政府组织与任何其他国际组织之间的类似关系更密切、更一致，对法院来说也更重要。”
有许多非政府组织正在处理与国际刑事法院有关的各种问题。非政府组织国际刑事法院联盟是非政府组织在与国际刑事法院有关的类似目标上相互协调的一个保护伞。中金会在150个国家拥有2500个成员组织。最初的指导委员会包括来自世界联邦党人运动、国际法学家委员会、大赦国际、人权律师委员会、人权观察、议员促进全球行动和没有正义就没有和平的代表。如今，与国际刑事法院合作的许多非政府组织都是中金公司的成员。这些组织的背景各不相同，既有人权观察和大赦国际等主要国际非政府组织，也有专注于和平与正义使命的规模较小、更具地方性的组织。许多国家与各国密切合作，如国际刑法网络，该网络由海牙市政府以及荷兰国防部和外交部创建，主要由其资助。CICC还声称，一些组织本身就是联合会，如国际人权联盟联合会（FIDH）。
中金公司成员同意三项原则，只要其目标与之相匹配，就可以在中金公司的保护伞下工作：
1. 促进全世界批准和执行《国际刑事法院罗马规约》
2. 维护《国际刑事法院罗马规约》的完整性，以及
3. 确保国际刑事法院尽可能公平、有效和独立

在CICC下工作的非政府组织通常不追求法院工作之外的议程，而是可能为更广泛的事业而工作，如一般人权问题、受害者权利、性别权利、法治、冲突调解与和平。亚信协调努力，提高非政府组织向法院捐款的效率，并集中其对重大共同问题的影响力。从国际刑院方面来看，让国际刑院通过非政府组织渠道与国际刑院接触是有益的，这样国际刑院官员就不必单独与数千个不同的组织互动。
非政府组织对国际刑事法院的发展至关重要，因为它们协助创造了规范性的氛围，敦促各国认真考虑法院的成立。他们的法律专家帮助制定了《规约》，而他们的游说努力为其赢得了支持。他们在全球范围内倡导批准《规约》并在成员国内部的专家和政治层面上努力通过必要的国内立法。非政府组织在缔约国大会的会议上有大量代表，它们利用ASP会议推动做出促进其优先事项的决定。由于这些非政府组织参与了《规约》进程，它们中的许多组织有合理的机会接触国际刑事法院的重要官员。他们参与监督、评论和协助国际刑事法院的活动。
国际刑事法院经常依靠非政府组织与当地居民互动。书记官处新闻办公室人员和受害者参与和赔偿科官员为地方领导人、专业人员和媒体举办研讨会，传播有关法院的消息。这类活动通常由当地非政府组织主办或组织。由于在确定这些非政府组织中哪些是合法的方面可能存在挑战，中金公司的区域代表通常有能力帮助筛选和确定值得信赖的组织。
非政府组织也是国际刑事法院“受到批评、劝告和压力的来源”。国际刑事法院的运作严重依赖非政府组织。尽管非政府组织和国家不能直接影响该组织的司法核心，但它们可以传播有关犯罪的信息，可以帮助找到受害者和证人，并可以促进和组织受害者的参与。非政府组织表面上评论法院的运作，“推动扩大其活动，特别是在新的司法领域，即冲突地区的外联、受害者的参与和赔偿，以及维护正当程序标准和捍卫‘武器平等’，并因此隐含地为国际刑院的未来发展制定了议程。“非政府组织参与国际刑事法院的进程相对不间断，这可能意味着非政府组织已经成为比其国家代表更多的关于国际刑事法院机构历史知识的宝库，并且比该组织的一些雇员本身拥有更多的专业知识。虽然非政府组织希望塑造国际刑事法院，以满足他们自20世纪90年代初以来一直致力于的利益和优先事项，但他们不可避免地会反对该组织成员国对国际刑事法院施加的限制。非政府组织可以执行自己的任务，无论它们是否与其他非政府组织的任务兼容，而国际刑事法院必须应对其自身以及国家和非政府组织任务的复杂性。
另一个问题是，非政府组织“夸大了他们对该组织的所有权，并且在推动法院方面发挥了至关重要的作用，但却未能重新定义他们的角色，使法院获得必要的独立性。”此外，由于大型人权组织和较小的以和平为导向的组织之间确实存在这样的差距，国际刑院官员很难管理和满足所有非政府组织。“国际刑事法院官员认识到，非政府组织追求自己的议程，他们将寻求向国际刑事法院施压，使其朝着自己的优先事项前进，而不一定理解或完全同情国际刑事法院运作所面临的无数限制和压力。”国际刑事法院和非政府组织界都避免公开或激烈地相互批评，尽管非政府组织发布了关于国际刑事法院的咨询和警示信息。他们避免采取可能给最高法院的对手，特别是美国，更多谴责该组织的动机的立场。

## 批评与反对

### 非洲国家
2016年10月，在一再声称法院对非洲国家有偏见后，布隆迪、南非和冈比亚宣布退出《罗马规约》。在当年晚些时候甘比亞结束了叶海亚·贾梅的长期统治后，冈比亚撤销了退出通知。2017年初，南非高等法院的一项裁决裁定，由于未经议会同意，试图退出是违宪的，这促使南非政府通知联合国，它将撤销其退出决定。

### 非洲对西方帝国主义的指责
国际刑事法院被指控有偏见，是西方帝国主义的工具，只惩罚弱小国家的领导人，而忽视富裕和强大国家犯下的罪行。非洲领导人尤其表达了这种情绪，因为据称法院过度关注非洲，而它声称拥有全球授权。直到2016年1月，国际刑事法院一直在调查的9起案件都发生在非洲国家。
非洲批评人士认为，国际刑事法院是一支新殖民势力，试图进一步增强西方在非洲的政治和榨取利益。”。学者Awol Allo称将导致非洲面临这些挑战的法院根本问题描述为不是公开的种族主义，而是欧洲中心主义。另一项分析表明，非洲国家的动机是对非洲在世界秩序中的地位的担忧：问题是国际刑事法院检察官的关注所显示的主权不平等。
对肯尼亚副总统威廉·鲁托和总统乌胡鲁·肯雅塔（均在上任前受到指控）的起诉导致肯尼亚议会通过了一项动议，要求肯尼亚退出国际刑事法院，该国呼吁国际刑事法院的其他33个非洲缔约国撤回支持，这一问题在2013年10月的非洲联盟特别峰会上进行了讨论。
尽管国际刑事法院否认了针对非洲领导人的指控，并声称无论受害者身在何处，都会为他们挺身而出，但肯尼亚并不是唯一一个批评国际刑事法院的国家。苏丹总统奥马尔·巴希尔访问了肯尼亚、南非、中国、尼日利亚、沙特阿拉伯、阿拉伯联合酋长国、埃及、埃塞俄比亚、卡塔尔和其他几个国家，尽管国际刑事法院尚未对其发出逮捕令，但他没有被捕；他说，对他的指控“言过其实”，国际刑事法院是针对他的“西方阴谋”的一部分。科特迪瓦政府选择不将前第一夫人西蒙娜·巴博移交法院，而是在国内对她进行审判。卢旺达驻非洲联盟大使Joseph Nsengimana认为，“这不仅仅是肯尼亚的情况。我们已经看到国际正义越来越成为一个政治问题。”乌干达总统约韦里·穆塞韦尼指责国际刑事法院“处理复杂的非洲问题不当”。时任非盟主席的埃塞俄比亚总理Hailemariam Desalegn在联合国大会第六十八届会议的一般性辩论中告诉联合国大会：“国际刑事法院的运作方式给非洲留下了非常糟糕的印象。这是完全不可接受的。”

### 非洲联盟（非盟）退出提议
南非总统雅各布·祖马表示，人们认为国际刑事法院“不合理”，因此于2015年10月13日召开了非盟特别峰会。博茨瓦纳是国际刑事法院在非洲的著名支持者。在峰会上，非盟没有支持集体退出国际刑事法院的提议，因为这一想法缺乏支持。峰会得出结论，现任国家元首不应接受审判，肯尼亚的案件应推迟审理。埃塞俄比亚前外交部长Tedros Adhanom表示：“我们拒绝了国际刑事法院在伸张国际正义时采用的双重标准。”尽管有这些呼吁，国际刑事法院还是要求William Ruto出庭受审。联合国安理会随后被要求考虑将对肯雅塔和鲁托的审判推迟一年，但遭到拒绝。11月，国际刑事法院缔约国大会响应肯尼亚对在任国家元首豁免的呼吁，同意考虑对《罗马规约》进行修正，以解决这些问题。
2016年10月7日，在国际刑事法院开始调查布隆迪的政治暴力事件后，布隆迪宣布将退出国际刑事法院。在随后的两周里，南非和冈比亚也宣布打算离开法庭，据报道肯尼亚和纳米比亚也在考虑离开。这三个国家都提到了这样一个事实，即法院在其历史上起诉的39人都是非洲人，法院没有努力调查与2003年入侵伊拉克有关的战争罪行。在当年晚些时候冈比亚总统选举结束了叶海亚·贾梅的长期统治后，冈比亚撤销了退出通知。南非高等法院于2017年2月2日裁定，南非政府的退出通知违宪且无效。2017年3月7日，南非政府正式撤销了退出意向。执政的非国大于2017年7月5日透露，其退出的意图成立。

### 菲律宾
在国际刑事法院宣布将对菲律宾不断升级的毒品战争展开初步调查后，罗德里戈·杜特尔特总统于2018年3月14日宣布，菲律宾将开始提交撤军计划，并于2019年3月17日完成退出程序。国际刑事法院指出，在菲律宾成为《罗马规约》缔约国期间，即2011年11月至2019年3月，它保留了对菲律宾的管辖权。

### 俄罗斯
2023年3月，德米特里·佩斯科夫宣布，俄罗斯不承认法院以乌克兰战争罪为由对总统弗拉基米尔·普京发出逮捕令的决定，并指出，俄罗斯和许多其他国家一样，不承认国际刑事法院的管辖权，并表示“因此，从法律角度来看，任何此类决定对俄罗斯联邦来说都是无效的”。
俄罗斯议会议长维亚切斯拉夫·沃洛丁在Telegram上回答说：“洋基，放开普京！”他称此举是西方“歇斯底里”的证据，“我们认为对俄罗斯联邦总统的任何攻击都是对我们国家的侵略”。
南非外交部长纳莱迪·潘多尔批评国际刑事法院对所有应对违反国际法行为负责的领导人没有采取她所说的“不偏不倚的做法”。2015年6月，南非未能履行逮捕来访的苏丹总统奥马尔·巴希尔的义务，邀请弗拉基米尔·普京参加在德班举行的金砖国家领导人第15次会晤。2023年7月19日，南非宣布“根据双方协议”，普京将不会出席峰会。俄罗斯外交部长拉夫罗夫将代替普京出席会议。
2024年9月，俄罗斯对在该年3月宣判为「袭击乌克兰电力基础设施」负上责任的绍伊古和格拉西莫夫发出逮捕令的国际刑事法院法官、国际刑事法院院长、波兰人皮奥特尔-霍夫曼斯基（Piotr Hofmanski）以及副院长伊瓦涅斯-卡兰萨和德国大法官贝特拉姆-施密特发出通缉令。另外，俄罗斯对同年6月宣判将儿童从乌克兰被占领土非法驱逐到俄罗斯负有责任的主审法官海克尔·本·马赫福德（Haykel Ben Mahfoudh），检察官卡里姆·阿萨德·艾哈迈德·汗（Karim Asad Ahmad Khan）和法官罗萨里奥·萨尔瓦托雷·艾塔拉（Rosario Salvatore Aitala）提起诉讼。

### 美国
乔治·W·布什总统签署了《美国军人保护法》（非正式地称为《海牙入侵法》），表示美国反对法院或其法庭未来可能的任何管辖权。该法案赋予总统使用“一切必要和适当的手段，释放被国际刑事法院拘留或监禁的任何美国或盟国人员，代表国际刑事法院或应国际刑事法院的要求”的权力。在巴拉克·奥巴马执政期间，美国对国际刑事法院的反对演变为“积极参与”，尽管没有努力批准《罗马规约》。
随后的唐纳德·特朗普政府对国际刑事法院的敌意要大得多，类似于布什政府威胁要起诉国际刑事法院法官和美国法院工作人员并对其进行金融制裁，以及对美国国民因涉嫌在阿富汗犯下的罪行和暴行而进行的任何调查实施签证禁令。这一威胁包括对120多个批准法院在这一进程中进行合作的国家中的任何一个实施制裁。2017年11月，法图·本苏达建议法院考虑对阿富汗战争期间犯下的侵犯人权行为提出指控，如美国武装部队和中央情报局涉嫌强奸和折磨、塔利班犯下的反人类罪以及阿富汗国家安全部队犯下的战争罪。美国国家安全顾问约翰·博尔顿表示，国际刑事法院对美国没有管辖权，美国没有批准《罗马规约》。2020年，国际刑事法院的高级法官推翻了此前不起诉的决定，授权对阿富汗战争罪指控进行调查。
2020年6月，继续进行的决定导致特朗普政府对法院发起了经济和法律攻击。司法部长威廉·巴尔表示：“美国政府有理由怀疑国际刑事法院的诚实。司法部收到了大量可信信息，这些信息引发了人们对检察官办公室最高层长期存在的金融腐败和渎职行为的严重担忧。”。国际刑事法院发表声明回应称，“对宣布进一步的威胁和胁迫行动深表遗憾。”声明称，“这些袭击构成了升级，是干扰法治和法院司法程序的不可接受的企图”。“它们的宣布目的是在法院独立客观的调查和公正的司法程序中影响国际刑事法院官员的行动。”
2020年9月30日，美国知名人权律师宣布，他们将起诉特朗普及其政府——包括国务卿迈克·蓬佩奥、财政部长史蒂文·马努钦、司法部长威廉·巴尔、OFAC主任安德烈亚·加基及其领导的部门——理由是特朗普的第13928号行政命令堵住了他们的嘴，侵犯了他们的言论自由权，阻碍了他们为战争罪受害者伸张正义的工作。原告之一Diane Marie Amann表示，由于国际刑事法院首席检察官受到制裁，如果她继续为被人贩子买卖、被杀害、遭受酷刑、性虐待并被迫成为儿童兵的儿童工作，她自己就有被没收家庭资产的风险。
2021年1月4日，纽约市的美国地区法官Katherine Polk Failla发布了一项初步禁令，禁止特朗普政府对国际刑事法院人员和支持法院工作的人（包括原告）实施刑事或民事处罚。

#### 美国的批评
美国国务院辩称，“对国际刑事法院检察官和法官的权力制衡不足”，“对政治化起诉或其他滥用行为的保护不足”。美国关于国际刑事法院的现行法律是《美国军人保护法》（ASPA），116 Stat.820。ASPA授权美国总统使用“一切必要和适当的手段，释放被国际刑事法院、代表国际刑事法院或应国际刑事法院的要求拘留或监禁的任何美国或盟国人员”。这一授权使该法案被戏称为“海牙入侵法案”，因为只有通过军事行动才能通过武力释放美国公民。
2018年9月10日，约翰·R·博尔顿在担任美国国家安全顾问的第一次重要讲话中重申，国际刑事法院缺乏制衡，“对定义有争议和模糊的罪行行使管辖权”，未能“威慑和惩罚暴行罪行”。国际刑事法院是“多余的”，因为“国内司法系统已经要求美国公民遵守最高的法律和道德标准”。他补充说，如果国际刑事法院试图起诉涉嫌在阿富汗虐待被拘留者的美国军人，美国将尽一切努力“保护我们的公民”。博尔顿表示，在这种情况下，国际刑事法院法官和检察官将被禁止进入美国，他们在美国的资金将受到制裁，美国“将在美国刑事系统中起诉他们。我们将对任何协助国际刑事法院调查美国人的公司或国家采取同样的措施”。他还批评了巴勒斯坦就约旦河西岸和加沙侵犯人权的指控将以色列提交国际刑事法院的努力。
国际刑事法院回应称，它将毫不气馁地继续调查战争罪行。
2020年6月11日，時任美國國務卿迈克·蓬佩奥和時任總統唐纳德·特朗普宣布对参与调查美国武装部队在阿富汗犯下的反人类罪指控的官员和雇员及其家人实施制裁。此举受到多个人权及体育组织的广泛批评（后者可能是因为蓬佩奥在推特上宣布制裁时@了另一个同样简称为ICC的国际板球理事会）。美国下令制裁国际刑事法院检察官法图·本苏达和国际刑事法院管辖、补充和合作司司长法基索·莫乔乔克，因为他们调查了2003年以来美军和中央情报局在阿富汗犯下的战争罪。布林肯随后于2021年4月解除了制裁。特朗普于2025年2月再次对国际刑事法院实施制裁，指责其“针对美国及其亲密盟友以色列采取非法和毫无根据的行动”。

### 辩护律师办公室
关于独立的辩护律师办公室（OPCD），托马斯·卢班加的辩护团队表示，他们得到的预算比检察官少，证据和证人证词迟迟无法送达。

### 公正性
人权观察报告称，国际刑事法院的检察官团队没有考虑政府在乌干达、卢旺达或刚果冲突中所扮演的角色。这导致了一项有缺陷的调查，因为国际刑事法院在考虑了政府在冲突中的立场和行动后，没有得出裁决结论。

### 意外后果
研究表明，国际刑事法院对犯有国际罪行的领导人的起诉使他们不太可能和平下台，这可能会延长冲突，并激励他们继续使用大规模暴力。也有人认为正义是实现和平的手段：“因此，国际刑事法院被用作干预正在进行的冲突的手段，期望对精英犯罪者的起诉、逮捕和审判对暴行罪行具有威慑和预防作用。尽管有这些正当的意图和巨大的期望，但几乎没有证据表明司法作为和平手段的效力。”

### 国家合作
国际刑事法院在没有国家合作的情况下无法成功审理案件，这有几个原因。这意味着国际刑事法院在选择案件时行动不一致，无法受理棘手案件，并失去合法性。这也降低了国际刑事法院的威慑价值，因为战争罪的潜在肇事者知道，他们可以通过接管政府和拒绝合作来逃避国际刑事法院判决。

### 互补原理
在对国际刑法及其判例的法律分析中，《国际刑事法院罗马规约》的补充性基本原则往往被视为理所当然。最初，互补原则的实际应用这一棘手问题出现在2008年，当时William Schabas发表了他颇具影响力的论文。在相当长的一段时间内，其他学者没有对这个问题进行实质性的研究。2017年6月，Victor Tsilonis在纪念Nestor Courakis的文章中提出了同样的批评，检察官办公室的事件、做法和国际刑事法院的案件强化了这一批评。他的论文基本上认为，西努西案可以说是《国际刑事法院罗马规约》批准整整11年后，互补性原则实际实施的第一次。
另一方面，2017年，首席检察官法图·本苏达援引了俄罗斯和格鲁吉亚在奥塞梯地区局势互补的原则。此外，在某些非洲国家（最初是布隆迪、冈比亚和南非）威胁要撤回其批准书之后，Bensouda再次提到互补原则是国际刑事法院管辖权的核心原则，并在最新的检察官办公室2016年初步审查活动报告中更广泛地关注了该原则的适用。
一些倡导者建议国际刑事法院“超越互补性”，系统地支持国家起诉能力。他们认为，在可能的情况下，国家起诉更具成本效益，比受害者更可取，也更可持续。

### 对公司的管辖权
关于国际刑事法院是否应该对违反国际法的公司拥有管辖权，目前存在争议。支持者认为，企业可以而且确实侵犯人权，例如与冲突地区原材料有关的战争罪。批评者认为，起诉公司会损害互补性原则，根据国际法，这会赋予公司过大的权力，或者会损害公司的自愿倡议。John Ruggie认为，根据国际法，公司的管辖权应限于国际犯罪，而La Sabana大学的Nicolás Carrillo Santarelli则认为，它应涵盖所有侵犯人权的行为。
尽管国际刑事法院缺乏管辖权，但它在2016年宣布，将优先处理与土地掠夺、非法资源开采或企业活动造成的环境恶化有关的刑事案件。拟议中的生态灭绝罪将对公司和政府具有管辖权。将生态灭绝定为犯罪的支持者认为，这将使国际刑事法院的优先事项从非洲转移开，因为大多数环境退化是由全球北方的国家和公司造成的。

## 外部連結
- 國際刑事法院 （页面存档备份，存于）（英语）法语（页面存档备份，存于）（英文）